# Lopadorrhynchus krohnii
Lopadorrhynchus krohnii is een borstelworm uit de familie Lopadorrhynchidae. Het lichaam van de worm bestaat uit een kop, een cilindrisch, gesegmenteerd lichaam en een staartstukje. De kop bestaat uit een prostomium (gedeelte voor de mondopening) en een peristomium (gedeelte rond de mond) en draagt gepaarde aanhangsels (palpen, antennen en cirri).
Lopadorrhynchus krohnii werd in 1870 voor het eerst wetenschappelijk beschreven door Claparède.